# Good-bye Mr. Cat
Good-bye Mr. Cat è una raccolta di successi di Ñico Saquito, accompagnato da Los Guaracheros de Oriente.

Saquito era stata la forza trainante de Los Guaracheros de Oriente. Questa del 1982 è la loro ultima registrazione. Vista la sua età (era ultra ottantenne) la sua voce si era leggermente attenuata. Ma sia lui che i suoi accompagnatori hanno un fascino ed uno stile insuperabili. Questa registrazione alla buona, senza troppe pretese, senza fretta, è una opera magistrale che raggiunge una sorta di perfezione.

## Tracce
Tutti i brani sono composti da Ñico Saquito
1. Al vaivén de mi carreta, con Cuarteto Patria ed il Duo Cubano
2. Me tenian amarrado con fé, con Cuarteto Patria ed il Duo Cubano
3. Maria Christina, accompagnato da Virulo
4. Menéame la cuna, Ramón, con il Duo Cubano
5. A orillas del cauto, con Cuarteto Patria ed il Duo Cubano
6. Estoy hecho tierra, con Cuarteto Patria ed il Duo Cubano
7. Qué lio, Compay Andrés, Duo Cubano e Cuarteto Patria
8. Adiós Compay Gato, El Duo Cubano

## Crediti
- Direttore artistico: Eliades Ochoa